# F1 2021 (videojuego)
F1 2021 es el videojuego oficial de las temporadas 2021 de Fórmula 1 y del Campeonato de Fórmula 2 de la FIA desarrollado por Codemasters y distribuido por Electronic Arts bajo la división EA Sports. Fue lanzado el 16 de julio de 2021 para Microsoft Windows, PlayStation 4, PlayStation 5, Xbox One y Xbox Series X/S.

## Desarrollo y lanzamiento
Codemasters reveló el videojuego el 15 de abril de 2021 como el juego oficial de los campeonatos de Fórmula 1 y Fórmula 2 de 2021, con un modo historia llamado Braking Point y nuevos circuitos que incluyen Imola, Portimão y el recién llegado al calendario, Yeda. Los circuitos de Marina Bay, Melbourne, Montreal y Suzuka aparecen en el juego como se pretendía originalmente, a pesar de la cancelación de estas carreras en la vida real debido a la continua pandemia de COVID-19. El circuito de Shanghái también se incluye en el juego, ya que forma parte del modo historia Braking Point. El videojuego es el primero de la serie F1 en ser publicado por EA Sports. Se lanzó para Microsoft Windows, PlayStation 4 y Xbox One, y para la novena generación de consolas de videojuegos PlayStation 5 y Xbox Series X/S el 16 de julio de 2021, coincidiendo con el fin de semana del Gran Premio de Gran Bretaña y por primera vez en el modo carrera, ahora es posible que dos jugadores participen juntos en el modo carrera, ya sea como compañeros de equipo o como rivales.
En mayo de 2021, se anunció que siete campeones del mundo de Fórmula 1 y leyendas serían pilotos seleccionables en Mi equipo: Ayrton Senna, Alain Prost, Michael Schumacher, Nico Rosberg, Jenson Button, David Coulthard y Felipe Massa.
La visualización que ofrece el juego ha aumentado con respecto al año anterior, basada en un desvío más preciso del campo de carreras y las expresiones faciales de los personajes en el modo historia.
Los jugadores también pueden formar su propio equipo de F1 a través de la función Mi equipo. A través de esta función, los jugadores se ocuparán de la selección de patrocinadores y proveedores de motores de automóviles, así como del proceso de reclutamiento de compañeros de equipo.

## Modo historia:Braking Point
El juego presenta el modo historia Braking Point, que se desarrolla a lo largo de tres años (el final de la temporada de Fórmula 2 de 2019, luego las temporadas de Fórmula 1 de 2020 y 2021). Según un comunicado de Codemasters, Braking Point “sumerge a los jugadores en el glamoroso mundo de la Fórmula 1, dando una muestra del estilo de vida tanto dentro como fuera de la pista: las rivalidades, la emoción y la dedicación necesarias para competir al más alto nivel”.
El modo historia se basa en Formula 1: Drive to Survive, una docuserie original de Netflix. También es el tercer videojuego de EA Sports que tiene un modo historia después de The Journey of FIFA y The Longshot of Madden. Hay cinco equipos seleccionables en el modo: Racing Point (más tarde Aston Martin), Scuderia AlphaTauri, Alfa Romeo Racing, Haas y Williams.
El protagonista de la historia es Aiden Jackson, una estrella británica en ascenso de la Fórmula 2 que asciende de rango con la esperanza de convertirse en campeón mundial de Fórmula 1. Aunque mostró un buen frente ante las cámaras, fuera de la pista le cuesta hacer la transición a la Fórmula 1, compitiendo contra los mejores pilotos del mundo. En la introducción a la historia, la parte de la historia de la temporada 2020 y la parte final del capítulo final, el jugador asume el papel de Jackson.
También en el modo historia está el veterano piloto neerlandés Casper Akkerman, quien se desempeña como compañero de equipo de Jackson. Como piloto veterano de Fórmula 1 (compartiendo algunas características y rasgos con Kimi Räikkönen), es más maduro y experimentado que Jackson. Con una ola de una nueva generación de pilotos irrumpiendo en la escena de la Fórmula 1, Akkerman está luchando por mantenerse competitivo en el ocaso de su carrera. Está casado con Zoe, con quien tiene una hija llamada Lily. Zoe es consciente de los sacrificios que hace su esposo para mantenerse competitivo en la Fórmula 1. Para la parte de la historia de la temporada 2021, el enfoque cambia a Akkerman.
Devon Butler, un personaje que apareció en el videojuego F1 2019 durante el escenario de tres carreras llamado Formula 2 Feeder Series, regresa como el rival de Jackson. Lukas Weber, también del videojuego F1 2019, hace una aparición fuera de la pantalla por correo electrónico, en el que sorprendentemente dice que su película favorita de la franquicia Cars es la segunda película muy criticada.
Cualquiera que sea el equipo que elija el jugador, el personaje Brian Doyle aparece como un enlace directo con el director del equipo.

### Argumento
Después de ganar el Campeonato de Fórmula 2 de 2019 con Carlin, Aiden Jackson asegura una unidad con un equipo de Fórmula 1 para la temporada 2020. Sin embargo, Jackson tiene un comienzo difícil en su carrera en la Fórmula 1, ya que se pone en contacto con su compañero de equipo Casper Akkerman en la apertura de la temporada en Australia. Jackson se niega a admitir que el contacto fue su culpa, lo que hace enfurecer a Akkerman. Lo que poco sabían los dos era que el piloto rival Devon Butler había causado ese incidente al hacer tres de ancho en una curva. Para colmo de males, el propio Butler provoca tensiones entre Jackson y Akkerman, que comienzan a aumentar durante el Gran Premio de China, donde Akkerman obliga a Jackson a salir de la pista después de adelantarlo.
Entrando en la mitad de la temporada, el equipo se encuentra todavía luchando en el Campeonato de Constructores ya que Jackson todavía no puede llevarse bien con Akkerman. Su relación continúa empeorando cuando Akkerman descubre que a Jackson se le ha dado la unidad de poder actualizada en lugar de él. El equipo se dirige a México con la esperanza de sumar puntos para asegurar su lugar por encima del resto de los equipos del mediocampo, pero sus esperanzas se hacen añicos cuando Jackson y Akkerman, reacios a ceder sus posiciones, chocan y se eliminan entre sí. Después de la carrera, Brian Doyle reprende severamente a los dos, amenazando con despedirlos a ambos del equipo si siguen causando problemas entre ellos. Esta parte de la historia se puede comparar con la rivalidad Hamilton-Rosberg, en la que Lewis Hamilton y Nico Rosberg chocaron entre sí tres veces durante su tiempo como compañeros de equipo en Mercedes y Toto Wolff tomó medidas después de que no pudo tolerar que sus pilotos se juntaran más, con la colisión de México en particular replicando el incidente de la primera vuelta en el Gran Premio de España de 2016, donde Hamilton y Rosberg chocaron entre sí.
Las tensiones se trasladan a la temporada 2021. Akkerman está frustrado, sintiendo que el equipo parece haber comenzado a tratar a Jackson como el piloto número uno, ya que tiene prioridades tanto en la clasificación como en la estrategia de boxes. En el Gran Premio de Canadá, Akkerman se niega a dejar pasar a Jackson a pesar de que dice que lo haga, con Jeff afirmando el infame mensaje de "más rápido que tú" en la radio, similar al mensaje enviado a Felipe Massa por Rob Smedley en el Gran Premio de Alemania de 2010 donde se le dijo a Massa que dejara pasar a Fernando Alonso. Esto resulta en una discusión acalorada entre los dos pilotos en el paddock al final de la carrera, durante la cual Akkerman declara inadvertidamente su retiro (aunque Akkerman luego aclara que ya había planeado retirarse al inicio del temporada y que el retiro no tiene nada que ver con el incidente como Jackson parecía creer). El altercado se vuelve viral en las redes sociales a través de un video, aparentemente grabado por Butler en su teléfono celular. Como resultado, Jackson pierde una buena parte de sus fanáticos, quienes lo culpan por el retiro de Akkerman. Las fuertes actuaciones de Akkerman mantienen al equipo en la pelea, pero las tensiones entre los dos pilotos aún no muestran signos de resolución.
En la cena del equipo, Doyle reúne a Akkerman y Jackson para discutir sus problemas. Los dos finalmente descubren que su hostilidad hacia el otro fue en realidad alimentada por falsos rumores y chismes difundidos por el mismísimo Butler. Akkerman le revela a Jackson que había creído ciegamente en las mentiras de Butler todo el tiempo, lo que lo llevó a lanzar un berrinche por su credulidad. Con sus diferencias resueltas y su enemistad dejada atrás en el pasado, Akkerman y Jackson deciden trabajar juntos para vencer al equipo de Butler y llevar a su equipo al cuarto lugar en el Campeonato de Constructores.
En la carrera final en Abu Dabi, el compañero de equipo de Butler se retira de la carrera debido a problemas mecánicos. Aprovechando esta situación, Akkerman lleva a Butler a la parte final de la carrera. Al intentar un adelantamiento, Butler choca con Akkerman, lo que provoca que ambos sufran daños importantes en sus coches. Con Butler fuera de la carrera, Akkerman aún puede continuar y cede su posición a Jackson, transmitiéndole por un mensaje de radio que le dice que termine la carrera en el podio. Jackson sube con éxito al podio y los dos pilotos celebran juntos después de la carrera en la ceremonia del podio.
Antes de los créditos, que también se pueden ver desde el menú de opciones, se muestra que Braking Point, así como el juego en sí, se creó en memoria del ex comentarista Murray Walker y del expresidente de la FIA Max Mosley. Una escena posterior a los créditos revela que Jackson está negociando un contrato para conducir para uno de los grandes equipos (Mercedes, Red Bull Racing o Ferrari).

## Pilotos y equipos

### F1
Esta es la lista de pilotos y equipos de F1 2021:
| Equipo                | Pilotos                             |
| --------------------- | ----------------------------------- |
| Mercedes-AMG Petronas | Lewis Hamilton y Valtteri Bottas    |
| Red Bull              | Sergio Pérez y Max Verstappen       |
| McLaren               | Daniel Ricciardo y Lando Norris     |
| Aston Martin          | Sebastian Vettel y Lance Stroll     |
| Alpine                | Fernando Alonso y Esteban Ocon      |
| Scuderia Ferrari      | Charles Leclerc y Carlos Sainz Jr.  |
| AlphaTauri            | Pierre Gasly y Yuki Tsunoda         |
| Alfa Romeo            | Kimi Räikkönen y Antonio Giovinazzi |
| Williams              | Nicholas Latifi y George Russell    |
| Haas                  | Nikita Mazepin y Mick Schumacher    |

### F2
Esta es la lista de pilotos y equipos de F2 2021:
| Equipo                | Pilotos                               |
| --------------------- | ------------------------------------- |
| PREMA Racing          | Robert Shwartzman y Oscar Piastri     |
| UNI-Virtuosi Racing   | Guanyu Zhou y Oscar Piastri           |
| Carlin                | Dan Ticktum y Jehan Daruvala          |
| Hitech Grand Prix     | Liam Lawson y Jüri Vips               |
| ART Grand Prix        | Christian Lundgaard y Théo Pourchaire |
| MP Motorsport         | Richard Verschoor y Lirim Zendeli     |
| Charouz Racing System | Enzo Fittipaldi y Guilherme Samaia    |
| DAMS                  | Roy Nissany y Marcus Armstrong        |
| Campos Racing         | David Beckmann y Ralph Boschung       |
| HWA RACELAB           | Jack Aitken y Alessio Deledda         |
| Trident               | Bent Viscaal y Marino Sato            |

Esta es la lista de pilotos y equipos de F2 2020:
| Equipo                | Pilotos                                |
| --------------------- | -------------------------------------- |
| DAMS                  | Sean Gelael y Dan Ticktum              |
| UNI-Virtuosi Racing   | Guanyu Zhou y Callum Ilott             |
| ART Grand Prix        | Marcus Armstrong y Christian Lundgaard |
| Carlin                | Yuki Tsunoda y Jehan Daruvala          |
| Campos Racing         | Jack Aitken y Guilherme Samaia         |
| Charouz Racing System | Louis Delétraz y Pedro Piquet          |
| MP Motorsport         | Nobuharu Matsushita y Felipe Drugovich |
| BWT HWA RACELAB       | Artem Markelov y Giuliano Alesi        |
| Trident               | Roy Nissany y Marino Sato              |
| PREMA Racing          | Mick Schumacher y Robert Shwartzman    |
| Hitech Grand Prix     | Nikita Mazepin y Luca Ghiotto          |

## Circuitos
- Circuito Internacional de Baréin, Baréin
- Autodromo Enzo e Dino Ferrari, Imola
- Autódromo Internacional do Algarve,  Portimão
- Circuito de Barcelona-Cataluña, España
- Circuito de Mónaco, Mónaco

- Circuito callejero de Bakú, Bakú
- Circuito Gilles Villeneuve, Montreal
- Circuito Paul Ricard, Le Castellet
- Red Bull Ring, Spielberg
- Circuito de Silverstone, Gran Bretaña
- Hungaroring, Hungría
- Circuito de Spa-Francorchamps, Bélgica
- Circuito de Zandvoort, Zandvoort
- Autodromo Nazionale di Monza, Italia
- Autódromo de Sochi, Sochi
- Circuito callejero de Marina Bay, Singapur
- Circuito de Suzuka, Japón
- Circuito de las Américas, Austin
- Autódromo Hermanos Rodríguez, Ciudad de México
- Autódromo José Carlos Pace, Brasil
- Circuito de Albert Park, Australia
- Circuito de la Corniche de Yeda, Yeda
- Circuito Yas Marina, Abu Dabi
- Circuito Internacional de Shanghái, China

## Recepción
F1 2021 recibió críticas "generalmente favorables" para PC, PlayStation 4, 5 y Xbox Series X, según el agregador de revisiones Metacritic.